# Station Mont-Saint-Guibert
Station Mont-Saint-Guibert is een spoorwegstation langs spoorlijn 161 (Brussel - Namen) in de gemeente Mont-Saint-Guibert.
Sinds 5 juli 2013 zijn de loketten van dit station gesloten en is het een stopplaats geworden. Voor de aankoop van allerlei vervoerbewijzen kan men bij voorkeur terecht aan de biljettenautomaat die ter beschikking staat, of via andere verkoopskanalen.

## Treindienst
| Serie       | Treinsoort          | Route                                              | Bijzonderheden             |
| ----------- | ------------------- | -------------------------------------------------- | -------------------------- |
| L 6250      | L-trein (NMBS)      | Ottignies – Mont-Saint-Guibert – Gembloers – Namen |                            |
| P 7650/8650 | Piekuurtrein (NMBS) | Namen – Gembloers – Mont-Saint-Guibert – Ottignies | Rijdt alleen op werkdagen. |

## Galerij

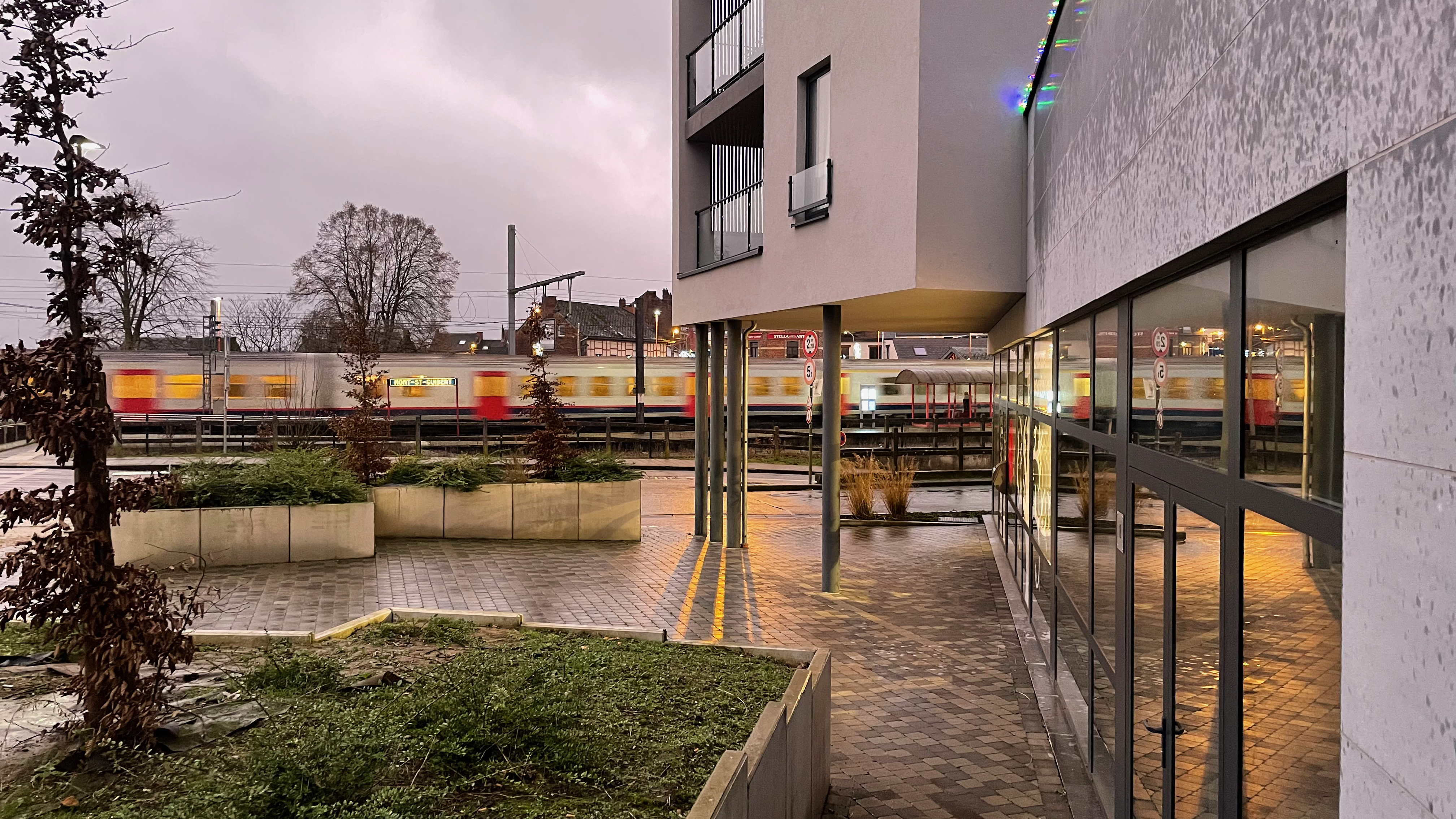
Trein in passage
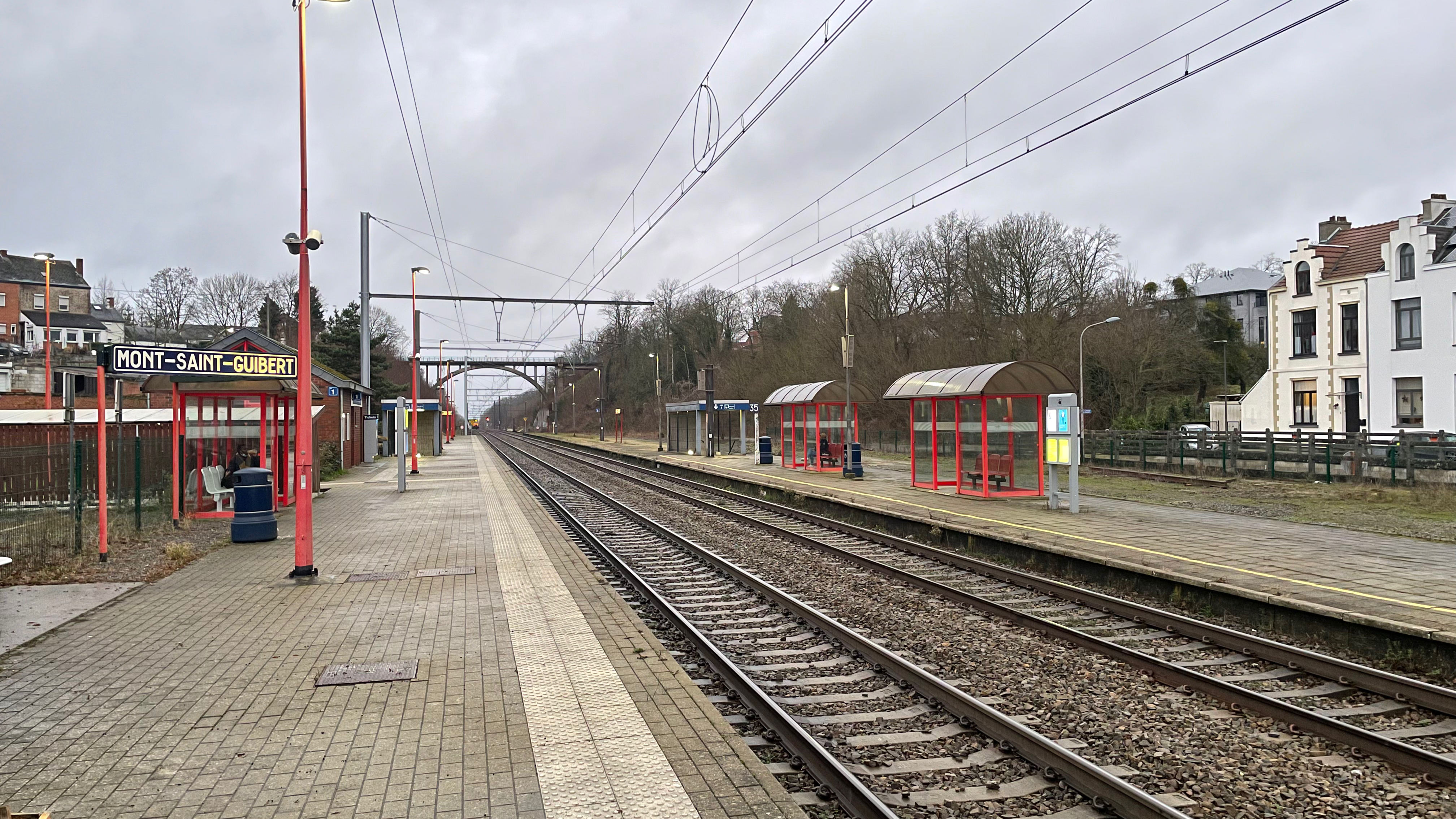
Zicht op het perron
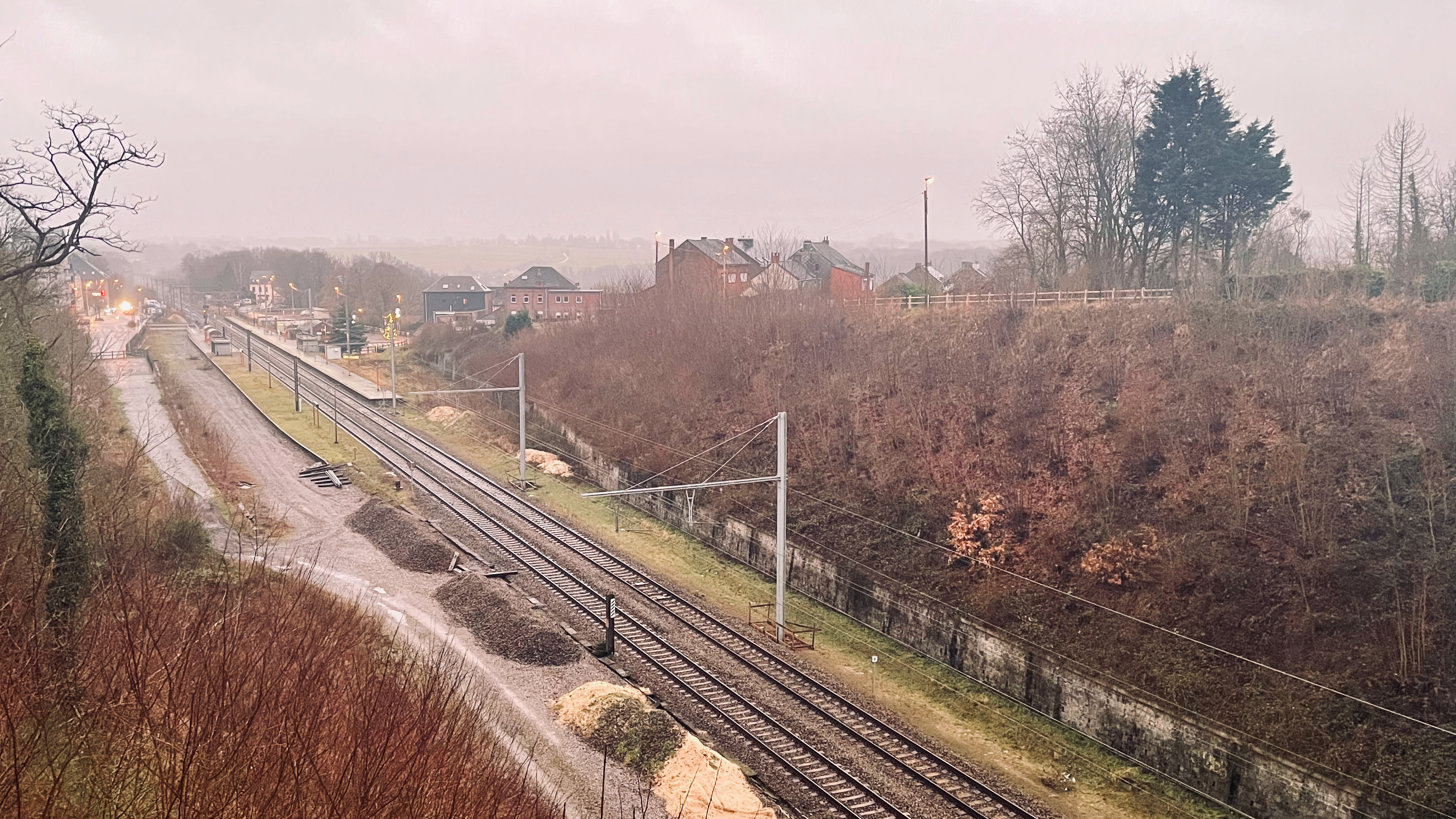
Zicht op het station
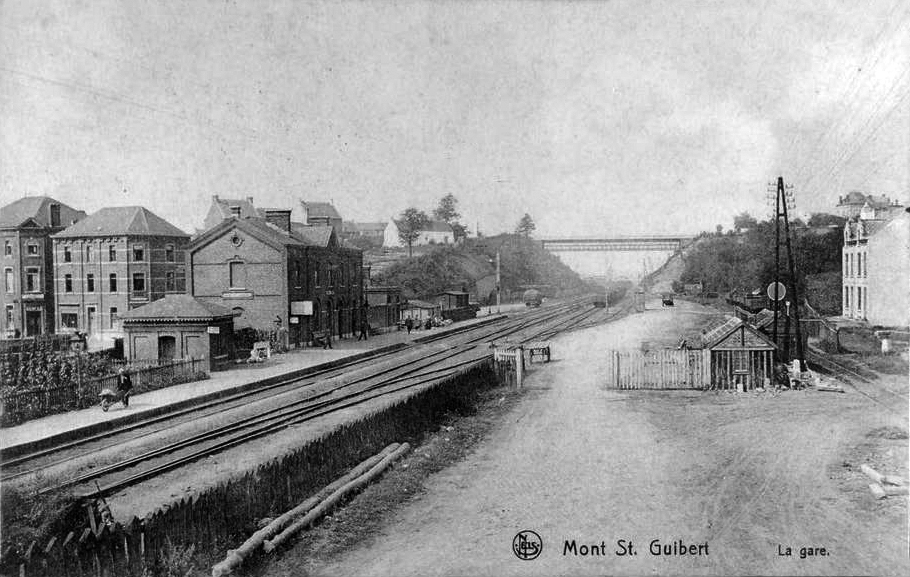
Station Mont-Saint-Guibert omstreeks 1900

## Reizigerstellingen
De grafiek en tabel geven het gemiddeld aantal instappende reizigers weer op een week-, zater- en zondag.
| Tabel: aantal instappende reizigers station Mont-Saint-Guibert | Tabel: aantal instappende reizigers station Mont-Saint-Guibert | Tabel: aantal instappende reizigers station Mont-Saint-Guibert | Tabel: aantal instappende reizigers station Mont-Saint-Guibert |
|                                                                | Weekdag                                                        | Zaterdag                                                       | Zondag                                                         |
| -------------------------------------------------------------- | -------------------------------------------------------------- | -------------------------------------------------------------- | -------------------------------------------------------------- |
| 1977                                                           | 471                                                            | 99                                                             | 80                                                             |
| 1978                                                           | 605                                                            | 97                                                             | 83                                                             |
| 1979                                                           | 514                                                            | 130                                                            | 61                                                             |
| 1980                                                           | 525                                                            | 104                                                            | 51                                                             |
| 1981                                                           | 552                                                            | 117                                                            | 68                                                             |
| 1982                                                           | 522                                                            | 122                                                            | 83                                                             |
| 1983                                                           | 488                                                            | 108                                                            | 52                                                             |
| 1984                                                           | 481                                                            | 89                                                             | 87                                                             |
| 1985                                                           | 602                                                            | 161                                                            | 73                                                             |
| 1986                                                           | 549                                                            | 117                                                            | 100                                                            |
| 1987                                                           | 463                                                            | 140                                                            | 125                                                            |
| 1988                                                           | 513                                                            | 130                                                            | 84                                                             |
| 1989                                                           | 440                                                            | 158                                                            | 82                                                             |
| 1990                                                           | 513                                                            | 169                                                            | 143                                                            |
| 1991                                                           | 555                                                            | 279                                                            | 153                                                            |
| 1992                                                           | 680                                                            | 134                                                            | 149                                                            |
| 1993                                                           | 626                                                            | 123                                                            | 109                                                            |
| 1994                                                           | 648                                                            | 149                                                            | 48                                                             |
| 1995                                                           | 552                                                            | 125                                                            | 74                                                             |
| 1996                                                           | 528                                                            | 75                                                             | 43                                                             |
| 1997                                                           | 673                                                            | 78                                                             | 47                                                             |
| 1998                                                           | 611                                                            | 66                                                             | 50                                                             |
| 1999                                                           | 494                                                            | 77                                                             | 36                                                             |
| 2000                                                           | 378                                                            | 60                                                             | 54                                                             |
| 2001                                                           | 385                                                            | 60                                                             | 79                                                             |
| 2002                                                           | 343                                                            | 66                                                             | 46                                                             |
| 2003                                                           | 412                                                            | 91                                                             | 44                                                             |
| 2004                                                           | 451                                                            | 96                                                             | 42                                                             |
| 2005                                                           | 504                                                            | 68                                                             | 47                                                             |
| 2006                                                           | 532                                                            | 93                                                             | 78                                                             |
| 2007                                                           | 522                                                            | 96                                                             | 39                                                             |
| 2008                                                           | -                                                              | -                                                              | -                                                              |
| 2009                                                           | 492                                                            | 69                                                             | 46                                                             |
| 2010                                                           | -                                                              | -                                                              | -                                                              |
| 2011                                                           | -                                                              | -                                                              | -                                                              |
| 2012                                                           | 582                                                            | 68                                                             | 75                                                             |
| 2013                                                           | 528                                                            | 108                                                            | 94                                                             |
| 2014                                                           | 456                                                            | 89                                                             | 70                                                             |
| 2015                                                           | 422                                                            | 73                                                             | 50                                                             |
| 2016                                                           | 418                                                            | 70                                                             | 55                                                             |
| 2017                                                           | 480                                                            | 45                                                             | 58                                                             |
| 2018                                                           | 425                                                            | 71                                                             | 59                                                             |
| 2019                                                           | 445                                                            | 73                                                             | 61                                                             |
| 2020                                                           | 358                                                            | 85                                                             | 36                                                             |
| 2021                                                           | 459                                                            | 107                                                            | 86                                                             |
| 2022                                                           | 506                                                            | 83                                                             | 99                                                             |
| 2023                                                           | 441                                                            | 145                                                            | 95                                                             |

0,0: Schaarbeek ·
3,5: Koninklijke-Sint-Mariastraat ·
4,4: Rogierstraat ·
5,1: Leuvensesteenweg ·
5,8: Brussel-Schuman ·
6,1: Wetstraat ·
7,0: Brussel-Luxemburg ·
8,0: Mouterij ·
8,9: Etterbeek ·
10,1: Watermaal ·
12,0: Bosvoorde ·
13,9: Zoniënwoud ·
17,0: Groenendaal ·
18,9: Hoeilaart ·
20,0: Bakenbos ·
22,0: Terhulpen ·
23,2: Genval ·
25,2: Rixensart ·
27,7: Profondsart ·
29,0: Le Buston ·
30,0: Ottignies ·
36,0: Mont-Saint-Guibert ·
38,0: Blanmont ·
40,0: Chastre ·
41,9: Ernage ·
45,0: Gembloers ·
47,6: Lonzée ·
50,9: Beuzet ·
53,0: Saint-Denis-Bovesse ·
56,0: Rhisnes ·
62,0: Namen